# تیپ سواره نظام کراکوف

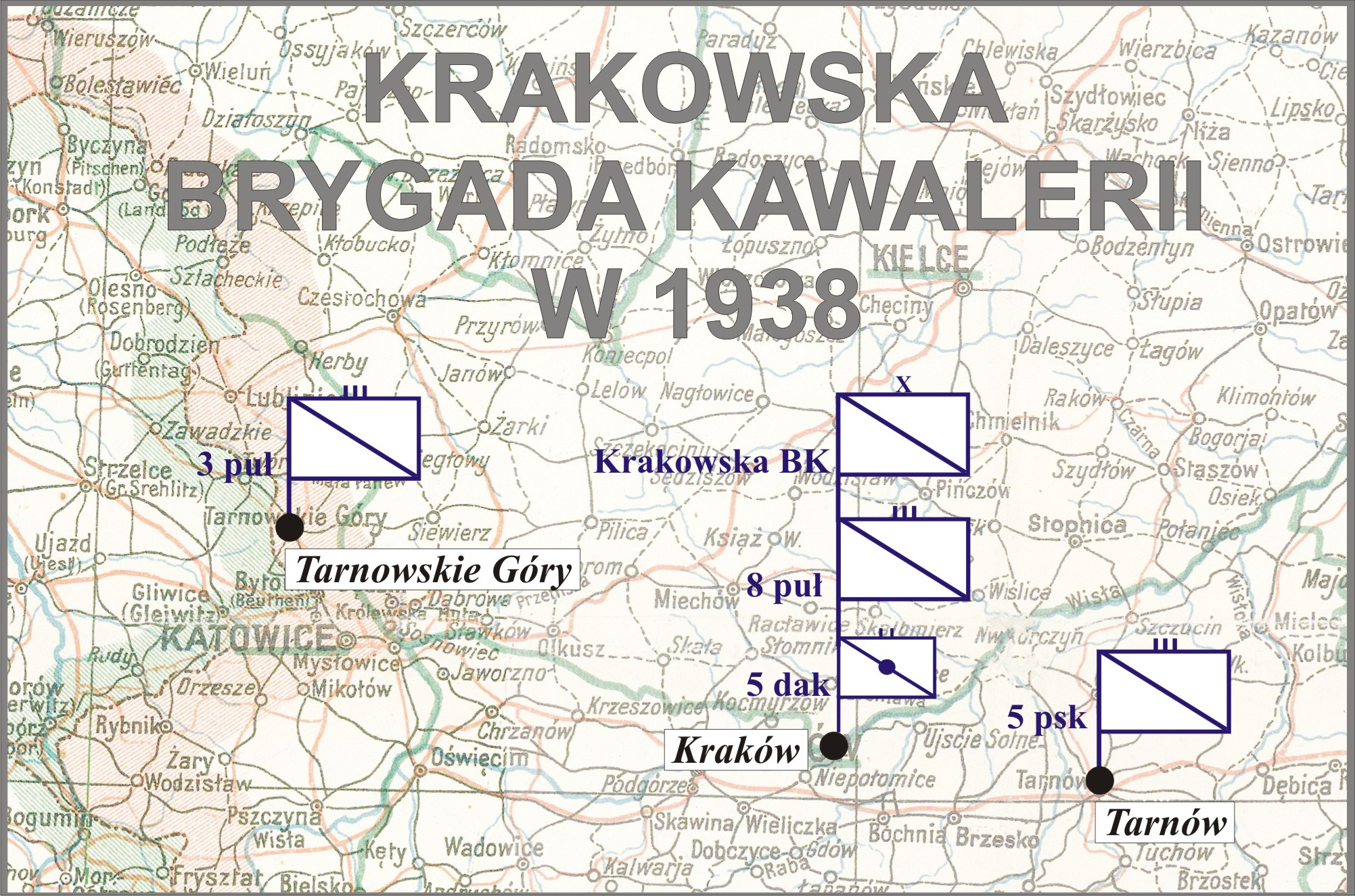
کراکو BK در سال ۱۹۳۸

تیپ سواره نظام کراکوف (Krakowska Brygada Kawalerii) یکی از واحدهای نیروی زمینی لهستان بود که در آوریل ۱۹۳۷ میلادی تشکیل شد و سرفرماندهی آن در کراکوف قرار داشت.
در طول تهاجم آلمان به لهستان این تیپ تحت امر سپاه کراکوف قرار گرفت. در همان روز اول آغاز جنگ این تیپ در مواجه با لشکر دهم (ورماخت) شکست خورد و خطوط دفاعی‌اش شکافته شدند تا راه برای پیشروی نیروهای آلمانی به سمت ورشو باز شود.
در ۱۰ سپتامبر این تیپ در مسیر عقب‌نشینی خود رود ویستولا را پشت سر گذاشت و در نبرد توماشوف لوبلسکی حضور داشت که پس از محاصره توسط نیروهای آلمانی به همراه باقی مانده سپاه کراکوف تسلیم نیروهای آلمانی گشتند.